# Verbena perennis
Verbena perennis — вид рослин родини Вербенові (Verbenaceae), поширений на півдні США й півночі Мексики.

## Опис
Багаторічник, трава або субчагарник зі стрижневим коренем. Стебла 5–20 від основи, 15–35 см, від гладких до майже гладких, рідко волосаті чи жорстко волосаті. Листки лінійні, прикореневі й нижні стеблові листки опадають із цвітінням, листки середини стебла (5)10–25 мм × 0.6–1.6 мм; поля цілі або проксимально з парою лінійних зубів або часточок, рідко жорстко волосисті, сидячі. Колоси поодинокі або 2–3 від проксимальних гілок, витягнуті й тонкі, 3–12 см; квіткові приквітки яйцювато-ланцетні, 2–3 мм, коротші від чашечок. Чашечки 3.2–4 мм, волосаті чи жорстко волосаті, чашолистки лінійно-ланцетні, не з'єднані. Віночки блакитного до пурпурового або пурпурно-лавандового кольору, без білого горла, трубки 4.5–6 мм, на 1.5–2 мм довші за чашечки. Горішки 1.8–2.1 мм.

## Поширення
Поширений на півдні США й півночі Мексики.
Населяє скелясті схили, узбіччя, асоціації луків і колючих чагарників, зарості ялівцю, й дубу-ялівцю-сосни; 1500–2000 м н.р.м. у США (Нью-Мексико, Техас) й Мексиці (Коауїла).